# Vinice
Vinice este o localitate din comuna Sodražica, Slovenia, cu o populație de 101 locuitori.